# 克里維里赫 (新特羅伊齊克區)
克里維里赫（烏克蘭語：Кривий Ріг）是位於烏克蘭南部的村莊，由赫爾松州海尼切斯克區的新特羅伊齊克市鎮負責管轄。該村始建於1927年，面積27.4平方公里，海拔高度27米，2001年人口308，人口密度每平方公里11.2人。